# Daniel Balsero
Balsero  Bernal est un nom espagnol. Le premier nom de famille, en général paternel, est Balsero ; le second, en général maternel, souvent omis, est Bernal.
Daniel Fernando Balsero Bernal, né le 15 novembre 1983 à Cota (Cundinamarca), est un coureur cycliste colombien.

## Palmarès sur route

### Par année
- 2014
  - Clásica Nacional La Plata :
    - Classement général
    - 1re étape
- 2017
  - 1re étape de la Vuelta a Cundinamarca

### Classements mondiaux
| Année         | 2017 |
| ------------- | ---- |
| UCI Asia Tour | 480e |

## Palmarès sur piste

### Championnats de Colombie
- Medellín 2010
  -  Médaillé de bronze de la poursuite par équipes (avec Pedro Nelson Torres, Camilo Torres et José Castelblanco)[2].
- Bogota 2011
  -  Médaillé de bronze de la poursuite par équipes (avec Walter Pedraza, Nelson Castillo et Wilson Marentes)[3].